# Sufragi
|  | Per a altres significats, vegeu «Sufragi (desambiguació)». |

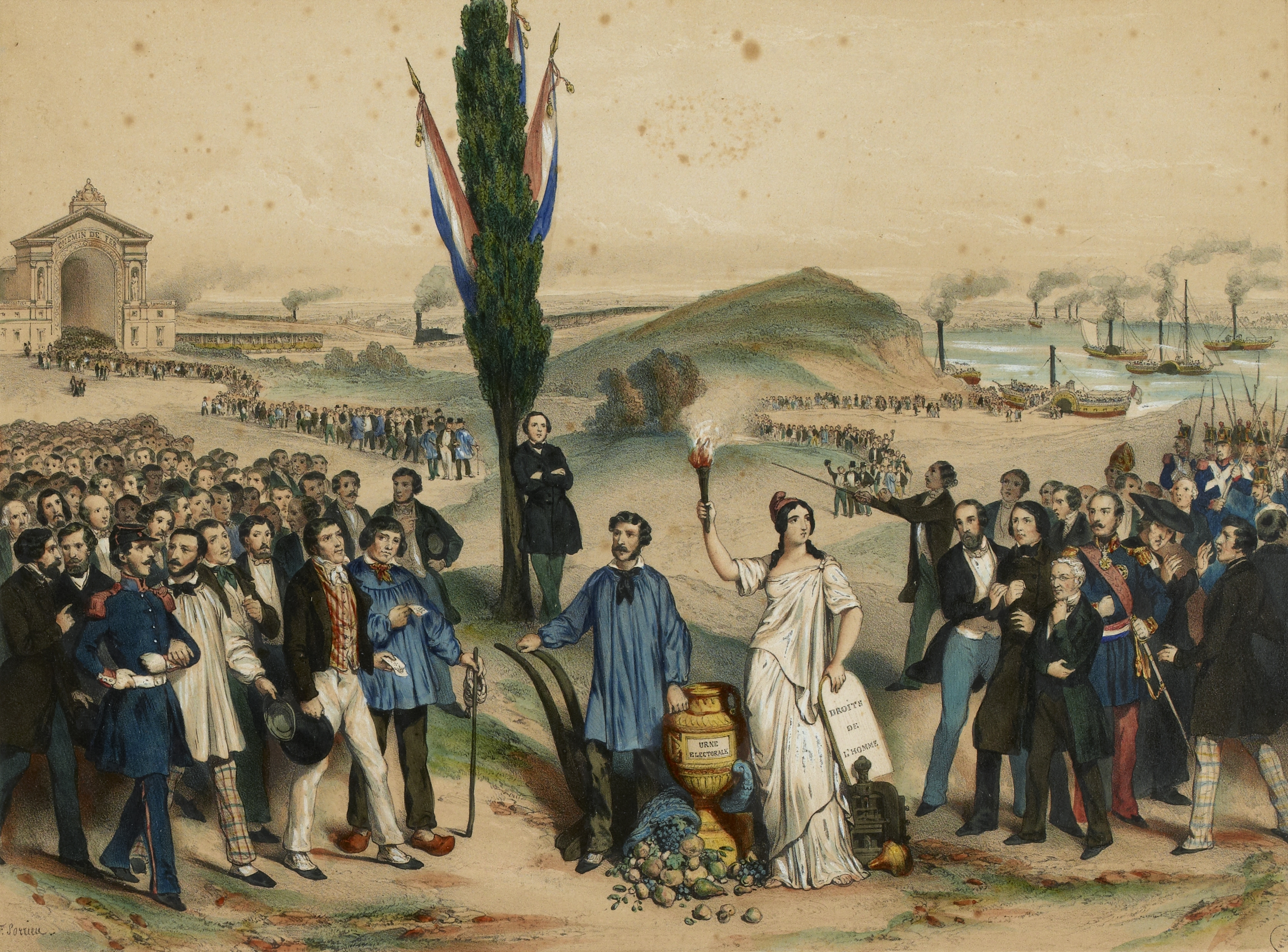
Suffrage universel dédié à Ledru-Rollin, Frédéric Sorrieu, 1850

El sufragi és el dret polític i constitucional que tenen els ciutadans a votar i escollir, directament o indirecta, els càrrecs públics. En un sentit ampli, el sufragi inclou l'actiu –en el qual es determina qui té dret a l'exercici del vot (ús més comú)– i el passiu –que es refereix a qui i en quines condicions té dret a ser elegit.
Històricament, nombrosos col·lectius han restat exclosos del dret a votar per raons molt variades: per exemple, de vegades perquè els seus membres eren "súbdits" de reis feudals i no se'ls considerava homes "lliures", i d'altres vegades, perquè l'exclusió de la votació depenia d'una política explícita clarament establerta en les lleis electorals. A vegades el dret a votar excloïa grups que no complien certes condicions (exclusió d'analfabets, impostos de capitació, etc.); fins i tot, a vegades a un grup se li ha permès votar però el sistema electoral o les institucions del govern estaven dissenyats a propòsit per donar-los menys influència que altres grups més afavorits.
Se sol considerar que la legitimitat política d'un govern democràtic deriva principalment del sufragi.

## Tipus de sufragi
- Sufragi universal: és l'extensió del dret a votar tots els adults, sense distinció de raça, sexe, creença o posició social.[5]

- Sufragi censatari: també anomenat restringit, sols poden votar les persones que apareixen en un cens o llista.

## Formes d'exclusió del sufragi

### Nacionalitat
És pràctica habitual en la majoria de països que el vot només pugui exercir-lo qui es considera nacional del país. En aplicar aquest criteri es produeixen situacions reals de sufragi censatari, ja que, depenent de les condicions en les quals pugui obtenir-se la nacionalitat –amb més o menys facilitat, amb un nombre d'anys de residència, restringida a la primera generació, amb filiació, etc.– amplis sectors dels habitants resident d'un país poden veure restringit el seu vot (bàsicament residents emigrants de primera generació). El dret de ciutadania universal reclama la superació de la nacionalitat com a espai restringit de drets.

### Classe social
Fins passat el segle xix, moltes democràcies occidentals especificaven en les seves lleis electorals que solament la gent amb un cert grau de riquesa podia votar. Avui en dia aquestes lleis s'han abolit gairebé per complet. Tanmateix, en alguns països democràtics encara s'aplica en la pràctica tot i no estar especificat en la llei, ja que molts països democràtics requereixen la direcció del domicili dels seus ciutadans per qualificar el seu vot, excloent així tots aquells qui no han aconseguit suficient riquesa com per llogar o posseir el seu propi habitatge.

### Edat
Malgrat l'impuls del sufragi universal, totes les democràcies modernes requereixen els seus votants una edat mínima per exercir aquest dret. Els joves per sota de l'edat mínima per votar constitueixen entre un 20 i un 50% de la població en alguns països, i no tenen representació política. Les edats mínimes per votar no són uniformes a tot el món, i fluctuen depenent de cada país (i fins i tot de cada regió dins d'un mateix país); normalment se situa al voltant dels 18 anys.

### Exclusió de presos als Estats Units
Molts països, com alguns de pertanyents a la Unió Europea o el Canadà, permeten als seus presos exercir el dret al vot, independentment del temps d'empresonament o la naturalesa del crim. Altres països, entre els quals s'inclouen alguns estats dels Estats Units, neguen el dret al vot a aquells convictes de crims greus, fins i tot quan ja han complert la seva condemna.

### Discapacitats psíquics i intel·lectuals
Malgrat que la Convenció Internacional de Drets de les Persones amb Discapacitat de l'Organització de les Nacions Unides estableix que els discapacitats psíquics tenen el mateix dret a votar que la resta de ciutadans, en alguns països no se'ls reconeix aquest dret.
A Espanya, que va ratificar la Convenció el 2007, milers de persones amb discapacitat psíquica i discapacitat intel·lectual tenen negat el dret al vot.

## El sufragi en l'actualitat
Avui en dia, en moltes democràcies el dret al vot està garantit com un dret de naixement, sense discriminació de raça, ètnia, classe o gènere. Sense cap tipus d'examen desqualificador (com la no alfabetització), els ciutadans per sobre de l'edat mínima requerida del país poden votar amb normalitat en les eleccions. Els residents estrangers poden votar en les eleccions locals en alguns països.

### El sufragi a Espanya
En la Constitució Espanyola de 1978 s'estableix que en totes les eleccions que es facen a l'Estat espanyol el sufragi ha de ser universal, igual, lliure, directe i secret. El parlament és bicameral. El Congrés dels diputats està format per 350 diputats elegits per sufragi directe, en llistes tancades, és a dir, els partits polítics proposen una llista de candidats que no pot ser alterada pel vot dels ciutadans, els càrrecs es distribueixen entre les distintes candidatures per la regla D'Hondt. Les eleccions al Senat es fan donant el vot directament a cada senador.
El President del Govern, el poder executiu, es vota pels diputats. És un sistema de sufragi indirecte.